# Platygaster latifrons
Platygaster latifrons är en stekelart som beskrevs av Lars Huggert 1973. Platygaster latifrons ingår i släktet Platygaster och familjen gallmyggesteklar. Inga underarter finns listade i Catalogue of Life.